# Danielle Bowman
Danielle Josephine Buet, née le 31 octobre 1988 à Chatham dans le Kent, est une footballeuse internationale anglaise qui joue au poste de milieu de terrain pour l'équipe nationale anglaise.